# Mlajtinci
Mlajtinci este o localitate din comuna Moravske Toplice, Slovenia, cu o populație de 188 de locuitori.